# Замок д'Аруе
Замок д'Аруе (фр. Château de Haroué) — історичний замок, резиденція намісника області Лотарингія в 18 ст., розташований в містечку Аруе, департамент Мерт і Мозель на східному півночі сучасної Франції.

## Історія

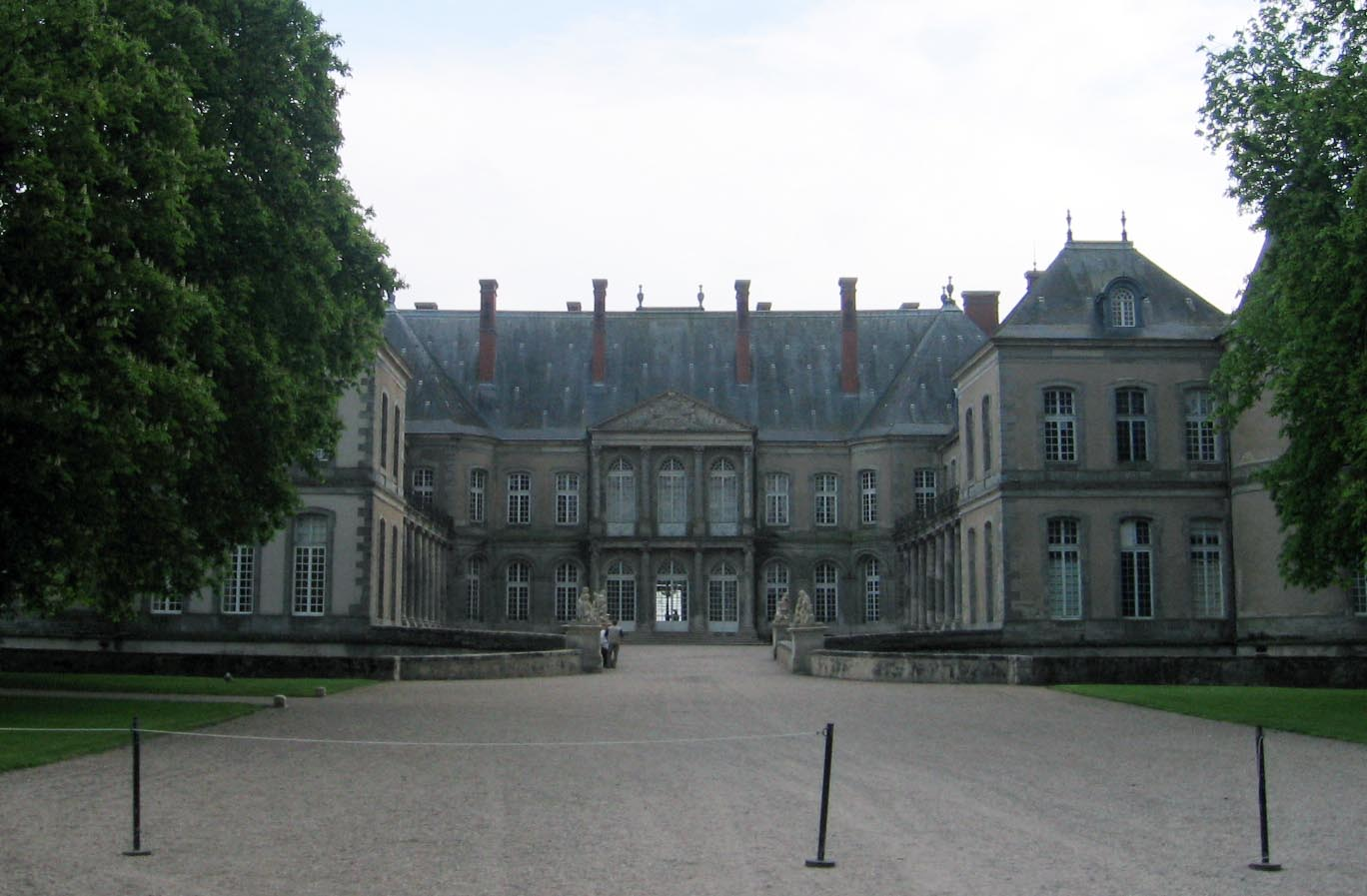
Замок з боку почесного двору

На цьому місті стояв ще середньовічний замок з вежами і ровом, котрий належав маршалу Франсуа де Бассомп'єру (1579 року народження). На початку 18 століття замок перейшов у власність намісника області Лотарингія Марка де Бово-Краона. Він і запросив на перебулови архітектора Жермена Бофрана.
Бофран економно поставився до споруди і зберіг середньовічні бічні вежі та старовинний рів свого попередника. Більшу велич він надав центральному корпусу та бічним ризалітам з боку парадного двору. Схильний до варіацій і компромісного поєднання форм різних діб, в новому замку архітектор зберіг різновеликі об'єми і високі окремі дахи над кожним елементом палацу. Так середньовічні і ренесансні елементи (вежі-димарі, високі дахи, рустовані кути) органічно поєдналися з практикою французького класицизму в одній споруді (підкреслена симетрія споруди, великі вікна, трикутний фронтон порталу). Важкі, майже барокові форми споруди особливо помітні на фасадах з боку курдонеру. Холодну елегантність замку пом'якшували лише сад бароко, котрий створив садівник Еміліо Террі та скупо введена скульптура на парапетах рову.
Над оздобами інтер'єрів працювали місцеві майстри. Жан Ламур (1698—1771) створив проекти воріт, балконів і ґрат на сходах. Скульптури воконав Бартелемі Гібай (1699—1757), більш відомий як автор скульптур на фонтанах площі короля Станіслава в місті Нансі. Пізніше музичний салон замку-палацу в одній із веж отримав декор в стилі шинуазрі. З 1820 року в замку розмістили історичні меблі, котрі належали Зої Талон, графині дю Кейла, фаворитці короля Франції Луї XVIII.
Замок отримав статус історичної пам'ятки з 1983 року. Замок досі є приватною власністю нащадків родини Бово-Краон.